# Estate (romanzo)
Estate (Summer) è un breve romanzo dell'autrice statunitense Edith Wharton, pubblicato nel 1917. La percezione da parte dei contemporanei, che considerarono l'opera provocatoria, oscurò per alcuni anni il romanzo, che divenne più noto e apprezzato in seguito, verso gli anni sessanta.

## Trama
La giovane Charity, proveniente da una famiglia in difficoltà e adottata dal facoltoso avvocato Royall, uno degli uomini più influenti del piccolo paese di North Dormer, trascorre le sue giornate all'insegna della monotonia e della semplicità, lavorando come bibliotecaria per poter racimolare un esiguo compenso e passeggiando nella natura che cresce rigogliosa sulle colline.
Un pomeriggio di giugno, proprio nell'angusta biblioteca, incontra un attraente architetto che cattura subito la sua curiosità e diventa oggetto dei suoi pensieri: Lucius Harney, cugino dei Hatchard giunto in quel luogo per studiare le dimore antiche.
Tra i due nasce in fretta una forte complicità e il legame che a poco a poco si instaura viene ostacolato dal signor Royall, da tempo innamorato di Charity. Tuttavia le avances dell'avvocato e i suoi tentativi di allontanare i due giovani falliscono e non fanno altro che rafforzare il loro sentimento che dà avvio ad una vera e propria relazione segreta e appassionata, della quale Charity dovrà subire le conseguenze: quando il signor Royall invita i due a sposarsi, Harney confida a Charity di doversi assentare per un certo periodo in modo tale da sistemare certe questioni a New York e poter poi convolare a nozze e cominciare la loro nuova vita insieme. 
Durante la sua assenza, Charity viene a sapere da una sua amica del villaggio che Harney è da tempo fidanzato con Annabel Balch, una ricca e affascinante signorina di città, che solo occasionalmente si reca a North Dormer per visitare una sua parente. Nonostante l'amara scoperta, la giovane continua a prestare fede alle parole dell'amato pur rendendosi conto dell'incertezza del suo futuro, ma gli invia una lettera per informarlo della notizia appresa e per esortarlo ad agire secondo giustizia. Nel frattempo Charity scopre di aspettare un figlio e ciò la rende preoccupata ma speranzosa, convinta in un primo momento che grazie al suo stato potrebbe avere maggiori pretese su Harney rispetto ad Annabel; per evitare di incontrare il signor Royall, con il quale mantiene un tacito ma perenne conflitto, decide di fuggire e insediarsi per sempre sulla Montagna, sua terra natia, altura malfamata e sede delle più rozze inciviltà a poche miglia da North Dormer.
Dopo aver assistito all'improvvisa morte della madre quasi sconosciuta, la giovane apprende in quale misera condizione vivano gli abitanti della Montagna e si rifiuta di pensare di poterci vivere insieme al suo bambino. Viene raggiunta dal signor Royall, il quale, segretamente consapevole della gravidanza di lei, propone nuovamente a Charity di sposarlo, offrendole in questo modo una preziosa opportunità di sicurezza, stabilità e protezione dalle malelingue. É ormai pieno autunno e l'estate non ha lasciato altro che ricordi.

## Edizioni italiane
- Estate, traduzione di Maria Giulia Castagnone, Collana Narrativa, Milano, La Tartaruga, 1984, 1993, 2005, ISBN 978-88-773-8436-2. - Collana Raggi, Roma, Elliot, 2015, ISBN 978-88-619-2906-7.
- Estate, traduzione di Giulia Bertoli, Roma, Theoria, 2022, ISBN 978-88-549-8260-4.